# فيكتوريا هوستون
فيكتوريا هوستون (بالإنجليزية: Victoria Houston)‏ (25 مارس 1945)؛ روائية أمريكية.